# Аркадий Соболев
Аркадий Александрович Соболев (на руски: Арка́дий Алекса́ндрович Со́болев) е съветски дипломат, заместник-министър на външните работи през 1960 – 1964 година.

## Биография
Соболев е роден през 1903 година в село Данилкино, Костромска губерния. Работи в съветското външно министерство, като през 1939 година достига поста генерален секретар. В това качество през 1940 година посещава България, опитвайки се да убеди нейното правителство да сключи пакт за приятелство със Съветския съюз. Това посещение е съпътствано с шумна пропагандна кампания на Българската комунистическа партия, станала известна като Соболева акция.
През 1942 година Соболев става съветник в съветското посолство във Великобритания, а през 1945 – 1946 година ръководи политическия отдел на Съветската военна администрация в Германия. През 1946 – 1949 година е помощник на генералния секретар на Организацията на обединените нации (ООН) Тригве Ли. През следващите години ръководи отдел във външното министерство, през 1951 – 1953 година е посланик в Полша. През 1955 – 1960 година е постоянен представител на Съветския съюз в ООН, а след това до края на живота си е заместник-министър на външните работи.
Аркадий Соболев умира през 1964 година в Москва